# Grundsjön (Frostvikens socken, Jämtland)
Grundsjön är en sjö i Strömsunds kommun i Jämtland och ingår i Ångermanälvens huvudavrinningsområde. Sjön har en area på 0,39 kvadratkilometer och ligger 600 meter över havet. Sjön avvattnas av vattendraget Gatojaurbäcken.

## Delavrinningsområde
Grundsjön ingår i det delavrinningsområde (720122-143217) som SMHI kallar för Utloppet av Grundsjön. Medelhöjden är 662 meter över havet och ytan är 5,91 kvadratkilometer. Räknas de 5 avrinningsområdena uppströms in blir den ackumulerade arean 19,54 kvadratkilometer. Gatojaurbäcken som avvattnar avrinningsområdet har biflödesordning 3, vilket innebär att vattnet flödar genom totalt 3 vattendrag innan det når havet efter 331 kilometer. Avrinningsområdet består mestadels av skog (76 procent). Avrinningsområdet har 0,39 kvadratkilometer vattenytor vilket ger det en sjöprocent på 6,6 procent.